# Harvey Charters
Harvey Blashford Charters (* 8. Mai 1912 in North Bay; † 17. Juli 1995 ebenda) war ein kanadischer Kanute.

## Erfolge
Harvey Charters, der Mitglied im Balmy Beach Canoe Club war, nahm an den Olympischen Spielen 1936 in Berlin teil. Auf der Regattastrecke Berlin-Grünau startete er dabei gemeinsam mit Frank Saker im Zweier-Canadier. Die beiden hatten sich mit dem Gewinn der kanadischen Meisterschaften 1935 für die Spiele qualifiziert. Ihr erster olympischer Wettkampf war das Rennen über die 10.000-Meter-Distanz, das sie mit einer Laufzeit von 51:15,8 Minuten auf dem zweiten Platz hinter den Tschechoslowaken Václav Mottl und Zdeněk Škrland und vor dem österreichischen Duo Rupert Weinstabl und Karl Proisl beendeten und so die Silbermedaillen gewannen. Tags darauf starteten Charters und Saker auch über die 1000-Meter-Distanz. Wieder wurde ein tschechoslowakisches Team Olympiasieger, bestehend aus Jan Brzák-Felix und Vladimír Syrovátka, das sich im Duell um den ersten Rang gegen die zeitgleichen Österreicher Weinstabl und Proisl durchsetzte. Charters und Saker erreichten 2,9 Sekunden später das Ziel, womit sie das aus fünf Booten bestehende Teilnehmerfeld auf dem dritten Platz abschlossen und sich die Bronzemedaille sicherten.